# Operacija Dinamo
Operacija Dinamo (angleško Operation Dynamo) je bilo kodno ime za pomorsko evakuacijo britanskih in francoskih enot iz obal Dunkerkquea med drugo svetovno vojno, po tem ko so se te znašle v nemškem obroču, iz katerega ni bilo izhoda. Operacija se je začela v zgodnjih jutranjih urah 26. maja in je trajala, do 4. junija 1940, ko je bilo iz obal Dunkerkquea evakuiranih več kot 330.000 angleških in francoskih vojakov. Pri reševanju vojakov je sodelovalo več tisoč plovil od velikih prekooceank pa vse do majhnih ribiških čolnov.

## Predhodni dogodki
1. septembra 1939 je Tretji rajh napadel Poljsko, zaradi česar sta Združeno kraljestvo in Francija napovedali vojno Nemčiji. Temu je na zahodni fronti sledila nekakšna lažna vojna, ko ne ena ne druga stran nista prevzeli pobude in napadli sovražnika, kar je na koncu zaveznike veliko stalo, saj Nemci leta 1939 na zahodni fronti niso imeli omembe vrednih enot. Med letoma 1939 in 1940 je Nemčija zaradi železove rude, ki jo je dobivala preko Norveške in Švedske, napadla Dansko ter jo nato uparabila za napad na Norveško. Za Norveško so se zanimali tudi Britanci, zato so v njenih vodah položili mine, da bi tako preprečili izkrcanje nemških enot. Temu je sledilo izkrcanje angleških in francoskih čet, ki so se skupaj z norveško vojsko borile proti nemški vojski. Po več krvavih spopadih na daljnem severu so Nemci prepričljivo zmagali in Britanci so se bili prisiljeni umakniti.
Desetega maja je bilo tako imenovane lažne vojne konec. Hitler je napadel Nizozemsko, Belgijo in Luksemburg. Istega dne je Winston Churchill postal Predsednik vlade Združenega kraljestva. Primer Rumeni, kakor so Nemci imenovali načrt za poraz Francije, je določal preboj oklepnih enot skozi Ardene mimo Sedana do obale Rokavskega preliva pri Abbevillu, pri katerem bi izvedli sunek tanki, ki bi jim sledile motorizirane enote in jih ščitili bombniki strmoglavci ter padalske enote, ki bi izskočile za sovražnikovimi položaji. Za napad je bilo pripravljenih sto sedemnajst divizij pod poveljstvom generalov Fedorja von Bocka in Gerda von Rundsteda. Ofenziva je določala sunek mimo Maginotove linije skozi Luksemburg, Nizozemsko in Belgijo. Istočasno, ko so Nemci napadli Nizozemsko in Belgijo so Francoske in Angleške enote prestopile Belgijsko mejo in se spopadle z nemško vojsko. Kljub premoči v orožju jih je presenetila nova taktika bojevanja zaradi česar so se kmalu znašli v obroču nemških tankov iz katerega ni bilo izhoda. 20. maja so razmere postale že izredno kaotične, kljub nekaj uspelim protinapadom Angleških in Francoskih enot se položaja ni dalo več spremeniti zato je bila edina rešitev evakuacija.

## Začetek operacije
Dunkerque je bil leta 1940 majhno obmorsko pristanišče in letoviško mesto ob Rokavskem prelivu, ki ni bilo primerno za velike prekooceanske ladje. Sidrišče sta pred visokimi valovi varovala dva nasipa. Ladje, ki so želele zapluti v pristanišče, so morale pluti mimo Calaisa in Nieuwpoorta. Nemci so ti dve mesti zavzeli le nekaj dni pred začetkom operacije in tam postavili topove, s katerimi so nadzorovali ves pomorski promet v smeri Dunkerquea.
Prva ladja, ki je zaplula v pristanišče po ranjence je bila Mona's Isle. Njena naloga je bila evakuacija ranjencev, ki so jih z reševalnimi avtomobili pripeljali dan prej in so na pomolih čakali na prihod bolniških ladij. Kmalu zatem ko je ladja priplula v pristanišče so se na nebu nad mestom pojavili lovci in bombniki strmoglavci, ki napadejo ladjo in kolono reševalnih vozil, v kateri nato zgori več sto ranjenih britanskih vojakov. Zaradi napada v naglici vkrcajo 1420 vojakov in ranjencev. Ladja nato zapusti pristanišče, vendar jo nedaleč od obale z granatami zasuje nemško obalno topništvo, kasneje pa ladjo napadejo še letala, ki jo močno poškodujejo vendar ladja odpluje in v spremstvu dveh rušilcev naslednjega dne prispe v Dover. Ta dogodek je bil uvod v tisto, kar se bo zgodilo Britancem v naslednjih dneh.
Proti Dunkerqueu je nato odplulo še pet velikih transpornih ladij vendar so jih Nemci pred belgijsko obalo zasuli z bombami zaradi česar so se bile prisiljene umakniti. V pristanišče se je uspelo prebiti le nekaj manjšim plovilom, vendar je bilo do takrat pristanišče že popolnoma uničeno zato je bila evakuacija možna le iz plaž pred mestom. Plaže Maloles-Bainsa, ki so bile znane med turisti so tako postala sidrišča za evakuacijo več tisoč britanskih in francoskih vojakov. Največji problem med evakuacijo je predstavljal transport vojakov iz obale do ladij saj je primanjkovalo čolnov in ostalih manjših plovil. Tako je v prvem dnevu evakuacije Britancem uspelo evakuirati le 6000 vojakov, na evakuacijo pa jih je čakalo še več kot 300.000. Nekaj je bilo nujno potrebno storiti, zato so med 27. majem in 28. majem iz vse južne Britanske obale vpoklicali vsa možna plovila od velikih prekooceanskih ladij, raznih tovornih ladij, vlačilcev, carinskih ladij, jaht, turističnih plovil, patruljnih čolnov, rušilcev pa vse do najmanjših ribiških čolnov brez motorja, kompasa in pomorskih kart.
Ladje so se nato bolj ali manj organizirano odpravile proti Dunkerqu. Organizacija je bila polna improvizacij. Na marsikateri ladji so se znašli ljudje oz. prostovoljci, ki še nikoli niso stopili na ladijski krov. Za reševanje vojakov se je odločil marsikateri lastnik zasebne jahte ali katerega drugega plovila, bilo je tudi mnogo avanturistov. Marsikatera ladja je bila brez motorja in kompasa ali pa sploh ni bila narejena za odprto morje, tako da je bil pravi čudež da so našle pot. Vendar pa to tudi ni bilo težko saj se je podnevi iz mesta dvigal velik oblak dima, ponoči pa se je videl sij tisočih požarov. Ko je ladja prispela do območja evakuacije se je začela bitka s časom. V kar najkrajšem času je morala prevzeti kar največje število vojakov in se nato odpraviti nazaj proti Britaniji. Med evakuacijo je bilo celotno območje pod stalnimi topniškimi in letalskimi napadi, kljub temu da so območje neprestano preletavala letala RAF. Marsikatera ladja je postala žrtev nemških podmornic in torpednih čolnov, ki so čakali pred pristaniščem. Med evakuacijo je prišlo tudi do različnih nesreč ko sta se npr. dve ladji zaleteli ali pa ko sta dve britanski ladji v temi streljali ena na drugo ker sta mislili, da je sovražnik. Mnogo vojakov in mornarjev je na poti v Združeno kraljestvo večkrat zamenjalo plovilo saj se je njihovo prejšnje plovilo zaradi preobremenjenosti potopilo ali pa ga je potopil sovražnik.
Do polnoči 28. maja je bilo v Veliko Britanijo prepeljanih že 45.000 vojakov, naslednjega dne pa se je njihovo število povečalo na  47.310, 30. maja že 45.955 in 1. junija celo 66.000 vojakov dokler 4. junija pristanišča ni zapustila zadnja zavezniška ladja. To je bil rušilec Shikori s 383 Francozi na krovu, nato so še pred sončnim zahodom v mesto vkorakale nemške čete.
Lahko bi rekli, da je bila reševalna operacija uspešna saj je bilo rešenih 338.226 britanskih in francoskih vojakov, vendar je bila cena te operacije visoka saj je bilo 228 ladij izgubljenih, 45 pa težko poškodovanih. Uničenih je bilo tudi več kot 100 manjših plovil in mrtvih neznano število vojakov in prostovoljcev. V boju z nemško Luftwaffe je bilo sestreljenih tudi 177 britanskih letal.

## Dogodki po operaciji
Hitler je bil zaradi uspeha Britancev besen. Feldmaršal von Rundsted, čigar armadna skupina »A« je držala Britance v pasti, je pozneje dejal: »Ko bi bilo po moje, se Britanci ne bi tako poceni izmazali pri Dunkerqueu. Toda roke sem imel zvezane zaradi neposrednih ukazov od Hitlerja. Medtem ko so se Angleži kobacali na ladje z obal, sem bil brez koristi prikovan zunaj pristanišča, ne da bi se mogel ganiti. Predlagal sem vrhovnemu poveljstvu, da bi nemudoma poslal svojih pet oklepnih divizij v mesto in tako popolnoma uničil Angleže. Toda Führer mi je izrecno ukazal, da v nobenem primeru ne smem napasti...«
Hitler je za uničenje Angležev določil Göringovo Luftwaffe, saj se je bal za ceno, ki bi jo morali plačati njegovi preutrujeni tanki, če bi napadli po težavnem ozemlju, medtem ko na jugu francoska armada še ni bila uničena. Precenjeval je uničevalno moč zračnega bombardiranja, imel pa je tudi nejasne predstave o Britancih, saj jim je po padcu Francije nameraval vsiliti mir. 5. junija so Nemci prebili francosko obrambno črto pri Sommi in se prebili do Sene. Dvanajstega junija Pariz razglasijo za odprto mesto, dva dni pozneje vanj vkorakajo nemške čete, s čimer se konča vojna v zahodni Evropi.
Dunkerque je bil za Angleže poraz, vendar so ga spremenili v zmago. Churchill je bil zelo vesel srečnega razpleta, a je že 5. junija spodnjemu domu parlamenta dejal »Nadvse moramo paziti, da v tej reševalni akciji ne bomo videli zmage. Vojne ni mogoče dobiti z evakuacijami.«. Pravijo, da je Dunkerque značilen za britansko strategijo, ki se odlikuje po tem, da izgublja bitke, a zmaga v vojnah. V tem primeru je bilo to res, saj so Britanci skupaj z Američani po nekaj izgubljenih bitkah leta 1945 vojno res dobili. Armada, ki se je rešila pri Dunkerqueu je sicer ostala brez težke oborožitve, vendar je postala jedro nove armade, ki bo branila Veliko Britanijo v primeru nemškega napada.